# Stamperia d'arte Il Bisonte

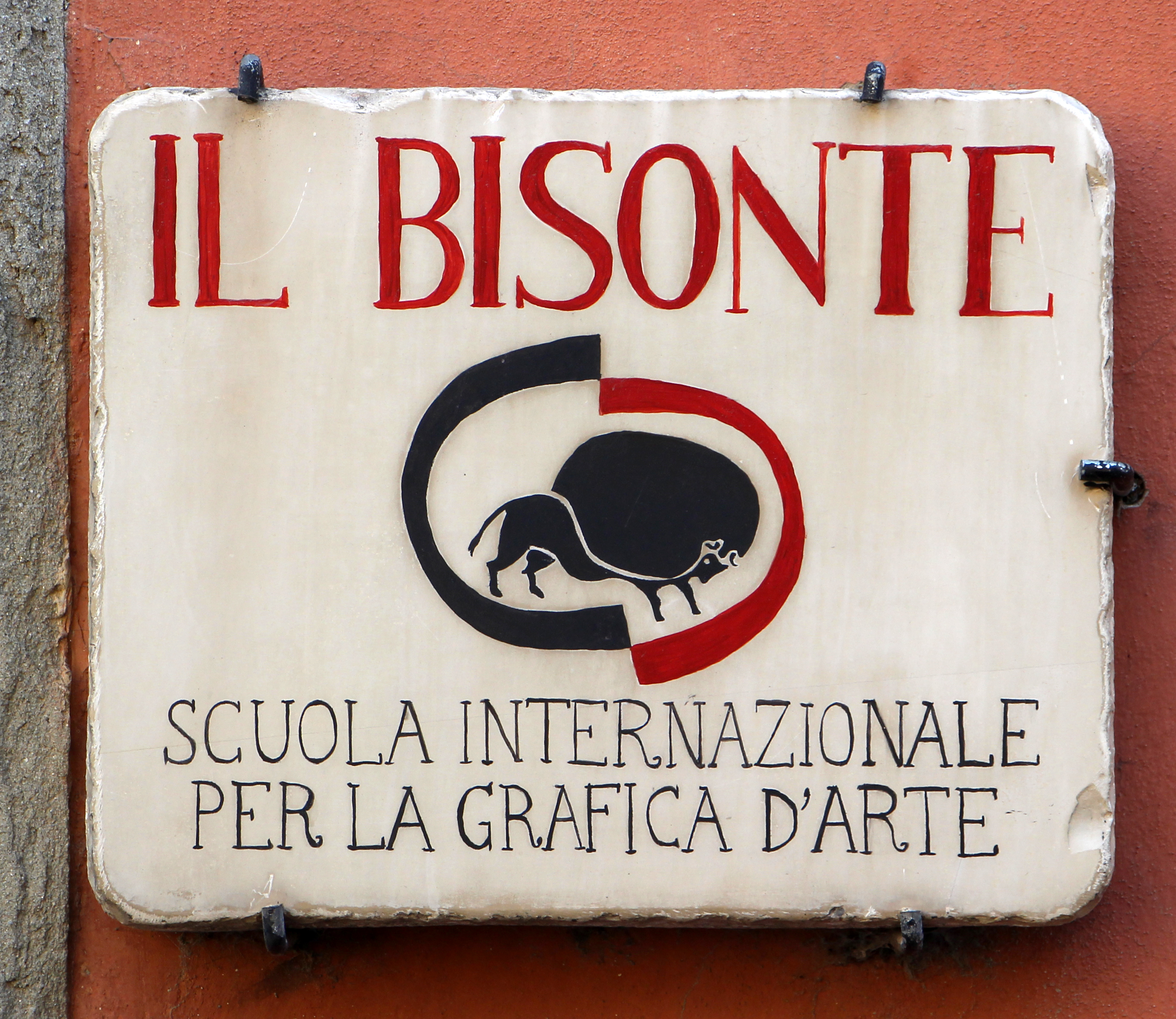
Lapide col logo de Il Bisonte

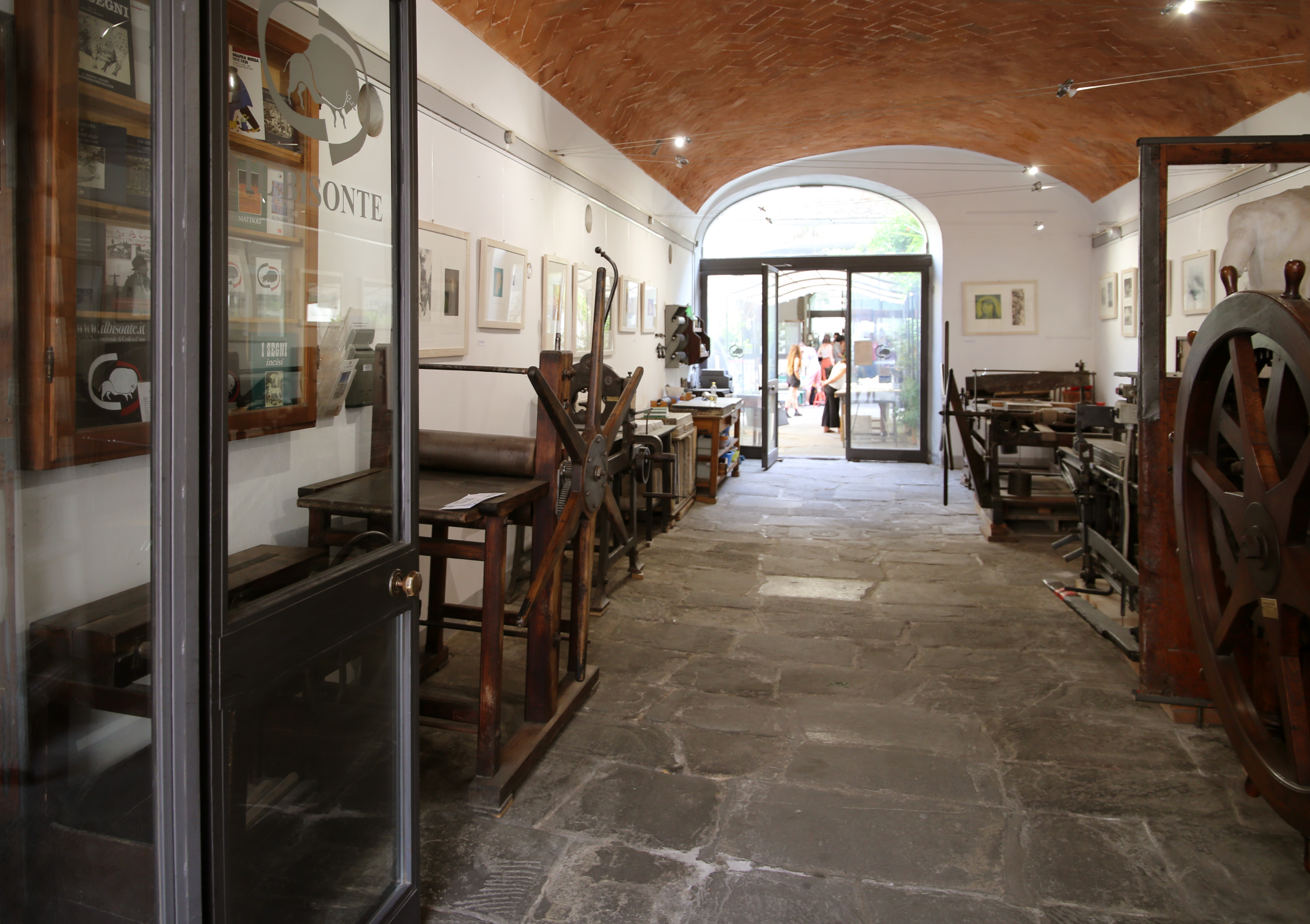
La sede

La Stamperia d'arte e Fondazione Il Bisonte è un'istituzione di Firenze, situata in via San Niccolò. 

## Storia
In via San Niccolò ha sede, al numero 24r, e dal 1965, la stamperia d'arte il Bisonte (fondata da Maria Luigia Guaita nel 1959 con sede originaria in via Ricasoli), poi Centro Culturale e quindi Fondazione il Bisonte per lo studio dell'arte grafica, riconosciuta ente morale nel 1994. 
Il centro vanta collaborazioni con Pablo Picasso, Henry Moore, Graham Sutherland, Alexander Calder e altre personalità del mondo dell'arte e della cultura. Tra i consulenti artistici si contano ugualmente personalità quali Giorgio Luti e Carlo Ludovico Ragghianti, compagni della Guaita nella militanza della Resistenza. Grazie all'organizzazione di esposizioni temporanee ed all'attività dell'annessa scuola internazionale d'arte grafica (ubicata poco distante negli ambienti che furono le scuderie di palazzo Serristori, in via del Giardino Serristori 13r), la Fondazione si pone come centro culturale d'importanza tutt'altro che locale, comunque centrale nella vita del rione. Gli spazi di pertinenza della Fondazione sono stati restaurati tra il 1981 e il 1983 dall'architetto Edoardo Detti.